# Општина Прежмер (Брашов)
Прежмер (рум. Prejmer) општина је у Румунији у округу Брашов.
Oпштина се налази на надморској висини од 506 m.